# کنیژدوب
کنیژدوب (به چکی: Kněždub) یک منطقهٔ مسکونی در جمهوری چک است که در ناحیه هودونین واقع شده‌است. کنیژدوب ۱۶٫۰۹ کیلومتر مربع مساحت و ۱٬۱۲۹ نفر جمعیت دارد و ۱۸۵ متر بالاتر از سطح دریا واقع شده‌است.